# Tamirat Tola
Tamirat Tola, né le 11 août 1991, est un athlète éthiopien, spécialiste du marathon, champion du monde en 2022 à Eugene.
Lors du marathon des Jeux olympiques d'été de 2024, il termine 1er et bat le record olympique de l'épreuve avec un temps de 2 h 6 min 26 s, malgré un parcours accidenté, qui comporte un dénivelé assez important.

## Biographie
Tamirat Tola remporte la médaille d'or par équipes lors des championnats du monde de cross 2015, à Guiyang en Chine, en compagnie de Muktar Edris, Hagos Gebrhiwet et Atsedu Tsegay.
Lors du 10 000 mètres des Jeux olympiques de Rio de Janeiro en 2016, il termine 3e derrière Mohamed Farah et Paul Tanui.
En 2017, il établit un nouveau record personnel lors du Marathon de Dubaï en 2 h 4 min 11 s, record de l'épreuve. Il remporte par ailleurs le Semi-marathon de Prague en 59 min 37 s, signant également un nouveau record personnel. Il termine 2e du marathon des championnats du monde 2017 de Londres.
En 2018, il bat son record au Marathon de Dubaï. L'année suivante, il réussit 59 min 13 s à la Great North Run.
Depuis 2021, il détient le record du Marathon d'Amsterdam en 2 h 03 min et 39 s, il bat son record personnel lors de cette épreuve.
En 2022, il devient champion du monde du marathon lors des championnats du monde à Eugene et bat le record des championnats du monde en 2 h 5 min 36 s.
Le 5 novembre 2023, il s'impose sur le Marathon de New York en s'emparant du record de l'épreuve en 2 h 04 min 58, record appartenant à Geoffrey Mutai depuis l'édition de 2011.
Le 10 août 2024, lors du marathon des Jeux olympiques d'été de 2024, il termine 1er et bat le record olympique de l'épreuve avec un temps de 2 h 6 min 26 ssur un parcours pourtant compliqué. Il remporte ainsi sa première médaille d'or aux JO.

### Palmarès
| Date | Compétition                            | Lieu           | Résultat | Épreuve     | Performance     |
| ---- | -------------------------------------- | -------------- | -------- | ----------- | --------------- |
| 2015 | Championnats du monde de cross         | Guiyang        | 6e       | Individuel  |                 |
| 2015 | Championnats du monde de cross         | Guiyang        | 1er      | Par équipes |                 |
| 2016 | Championnats du monde de semi-marathon | Cardiff        | 5e       | Individuel  | 1 h 0 min 6 s   |
| 2016 | Championnats du monde de semi-marathon | Cardiff        | 2e       | Par équipes |                 |
| 2016 | Jeux olympiques                        | Rio de Janeiro | 3e       | 10 000 m    | 27 min 6 s 26   |
| 2017 | Championnats du monde d'athlétisme     | Londres        | 2e       | Marathon    | 2 h 9 min 49 s  |
| 2018 | Marathon de Dubaï                      | Dubaï          | 3e       | Marathon    | 2 h 04 min 06 s |
| 2018 | Marathon de New York                   | New York       | 4e       | Marathon    | 2 h 08 min 30 s |
| 2019 | Marathon de Londres                    | Londres        | 6e       | Marathon    | 2 h 06 min 57 s |
| 2019 | Marathon de New York                   | New York       | 4e       | Marathon    | 2 h 09 min 20 s |
| 2020 | Marathon de Londres                    | Londres        | 6e       | Marathon    | 2 h 06 min 41 s |
| 2021 | Marathon d'Amsterdam                   | Amsterdam      | 1er      | Marathon    | 2 h 03 min 39 s |
| 2022 | Marathon de Tokyo                      | Tokyo          | 3e       | Marathon    | 2 h 04 min 14 s |
| 2022 | Championnats du monde                  | Eugene         | 1er      | Marathon    | 2 h 05 min 36 s |
| 2022 | Marathon de Valence                    | Valence        | 4e       | Marathon    | 2 h 03 min 40 s |
| 2023 | Marathon de Londres                    | Londres        | 3e       | Marathon    | 2 h 04 min 59 s |
| 2023 | Marathon de New York                   | New York       | 1er      | Marathon    | 2 h 04 min 58 s |
| 2024 | Jeux olympiques                        | Paris          | 1er      | Marathon    | 2 h 6 min 26 s  |
| 2024 | Marathon de New York                   | New York       | 4e       | Marathon    | 2 h 8 min 12 s  |
| 2025 | Marathon de Londres                    | Londres        | 5e       | Marathon    | 2 h 04 min 42 s |

### Records
| Épreuve               | Performance    | Lieu          | Date             |
| --------------------- | -------------- | ------------- | ---------------- |
| 10 000 mètres         | 26 min 57 s 33 | Eugene        | 27 mai 2016      |
| 10 kilomètres (route) | 28 min 0 s     | Cardiff       | 26 mars 2016     |
| Semi-marathon         | 59 min 13 s    | South Shields | 8 septembre 2019 |
| Marathon              | 2 h 3 min 39 s | Amsterdam     | 17 octobre 2021  |